# Relaciones China-Tailandia
Las relaciones entre China y Tailandia comenzaron oficialmente en noviembre de 1975 después de años de negociaciones. Durante mucho tiempo, Tailandia, antes llamada Siam, fue un país muy fuerte y con buenas relaciones con China. China solía ser muy respetada en Siam y aseguraba la alianza de ambos países. Sin embargo, después de que Plaek Phibunsongkhram intentara borrar y prohibir el chino, las relaciones se dañaron gravemente.
Es posible que se esté produciendo una lucha de poder entre Estados Unidos y China debido a la creciente presencia de ambos en Tailandia.

## Historia

### Tiempos modernos

Países que ha firmado co-documentos de operación relacionaron al Cinturón e Iniciativa de Carretera

Bajo el primer ministro tailandés Plaek Phibunsongkhram, las relaciones con los chinos fueron tensas durante la Guerra Fría. Sin embargo, Phibunsongkhram envió a los hijos de su asesor Sang Phathanothai a vivir en China como un gesto de buena voluntad y para la diplomacia informal de puerta trasera. El libro The Dragon's Pearl de la hija de Phathanothai, Sirin, relata su experiencia al crecer durante la Revolución Cultural en China.
En junio de 1963, el rey tailandés Bhumibol y su esposa, Sirikit, visitaron Taipei en la República de China (ROC). En 1969, el ministro de Defensa Nacional Chiang Ching-kuo visitó Bangkok como enviado especial del gobierno de la República de China para reunirse con Thai King. Tailandia cambió sus relaciones diplomáticas con la República Popular China en julio de 1975.
Hasta 1975, las relaciones eran de sospecha mutua, ya que la República Popular China apoyaba facciones de izquierda dentro del círculo político tailandés, y Tailandia desconfiaba de la participación china en los conflictos de Camboya.
Las relaciones se desarrollaron positivamente en 1978, cuando China siguió apoyando a Tailandia durante el conflicto interno de Camboya en el que las fuerzas marxistas de Vietnam expulsaron del poder a los maoístas Jemeres Rojos y amenazaron la seguridad del sudeste asiático.
Las relaciones continúan desarrollándose a medida que el comercio se convierte en el tema dominante en las relaciones bilaterales. Tailandia continúa apoyando la Política de Una China y mantiene relaciones no oficiales con Taiwán, lo que ayuda a Tailandia a obtener acceso al capital y al enorme mercado de China continental. Las empresas tailandesas y chinas son parte de la red de bambú más grande. Charoen Pokphand (CP Group), un destacado conglomerado tailandés fundado por la familia tailandesa-china Chearavanont, ha sido el mayor inversor extranjero en China.
En 1994, el líder taiwanés Lee Teng-hui realizó una visita privada a Tailandia y se reunió con Thai King para discutir proyectos de cooperación económica.
La princesa tailandesa Sirindhorn recibió la Medalla de la Amistad de China y el Premio a la Amistad de la Lengua y la Cultura Chinas por su trabajo en la promoción de relaciones más estrechas entre los dos países. Habla chino mandarín con fluidez y ha traducido varias novelas chinas al tailandés.
Tailandia adoptó una política de mejora de las relaciones con China desde el golpe de Estado tailandés de 2014, cuando las relaciones con Occidente empeoraron. En la Cámara de Representantes de Tailandia, se expresaron preocupaciones sobre el aumento de la influencia china en el país, y algunos denominaron a Tailandia como una provincia china, con la adquisición china de tierras y bienes inmuebles que permiten a China construir represas en el Mekong, y un privado chino compañía para invertir en el megaproyecto ferroviario tailandés de alta velocidad.

## Relaciones bilaterales

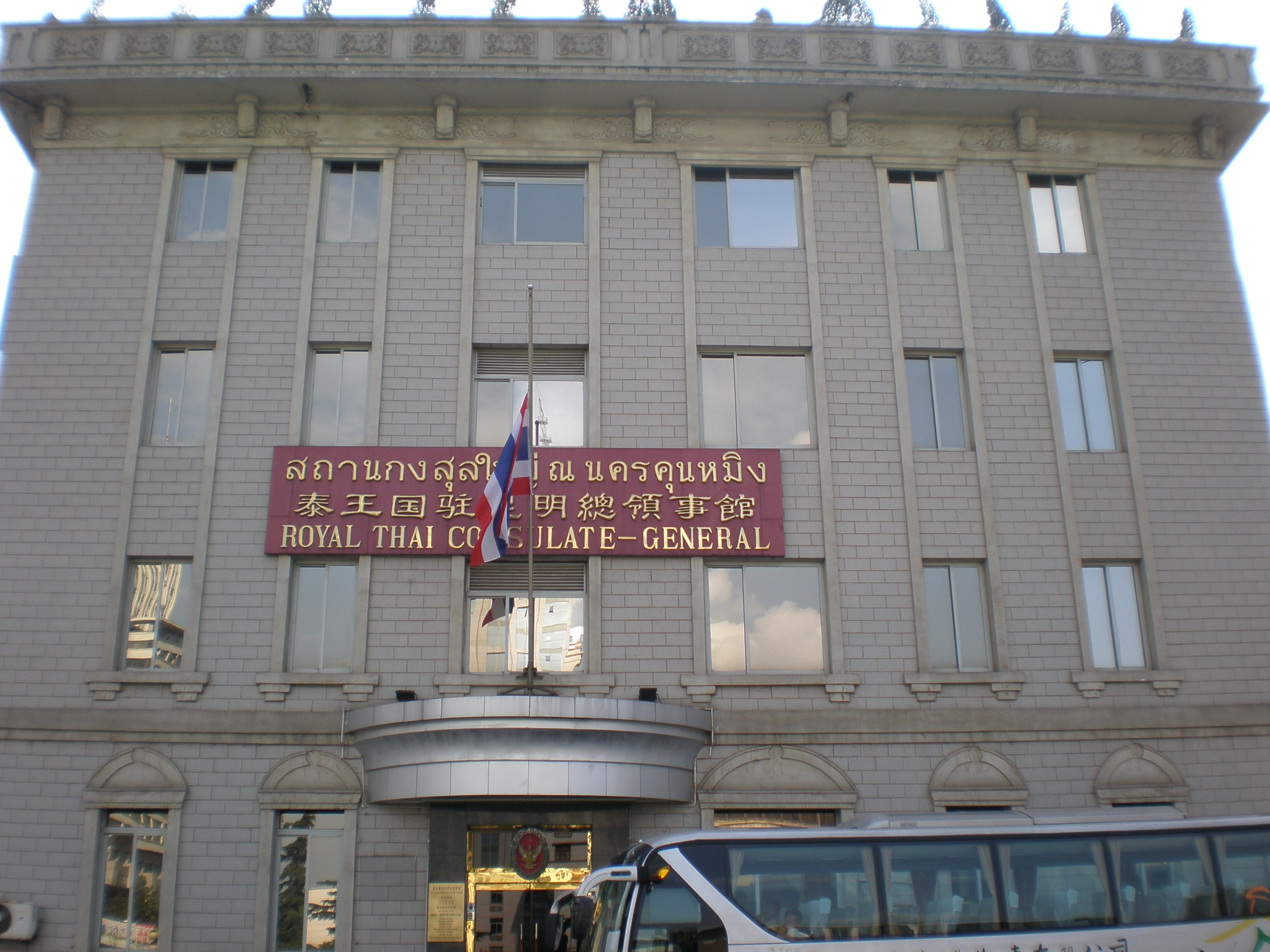
Consulado tailandés en Kunming

Las relaciones comerciales bilaterales crecen cada año. El comercio bilateral entre China y Tailandia en 1999 tuvo un valor de 4220 millones de dólares estadounidenses Eso alcanzó $ 25,3 mil millones en 2006, $ 31,07 mil millones en 2007 y $ 36,2 mil millones en 2008. La transformación de China en el siglo XXI en una gran potencia económica ha llevado a un aumento de las inversiones extranjeras en la red de bambú. La red de empresas chinas en el extranjero que operan en los mercados del sudeste asiático comparte lazos familiares y culturales.
Las exportaciones de China a Tailandia son componentes informáticos, motores eléctricos, productos electrónicos de consumo, maquinaria, productos metálicos, productos químicos y prendas de vestir.
Las exportaciones de Tailandia a China son componentes de computadora, caucho, petróleo refinado, gránulos de plástico, productos químicos electrónicos, petróleo crudo, productos de madera y alimentos.
China es el segundo mercado de exportación más grande de Tailandia. China es también el mayor importador de bienes de Tailandia en el país en 2010.
China y Tailandia firmaron un acuerdo de libre comercio en 2003 que cubría productos agrícolas. También fue conocido como un acuerdo de cosecha temprana sobre productos agrícolas. Todavía se está negociando un acuerdo global.
China planea crear China City Complex en Tailandia para impulsar el comercio y sortear las barreras comerciales en la región de la ASEAN, así como en otros grandes mercados extranjeros. Tailandia tiene acuerdos comerciales con los Estados Unidos y la Unión Europea.
China aprovecha el Área de Libre Comercio ASEAN-China, que entró en vigor el 1 de enero de 2010 y permitirá que sus productos se exporten a través de los países de la ASEAN con barreras comerciales cero o reducidas.

## Relaciones militares
El primer ministro tailandés, Prayuth Chan-ocha, ordenó 49 tanques de batalla principales chinos VT-4 y 3 submarinos, que costaron más de mil millones de dólares.
China y Tailandia planean abrir una fábrica de armas comercial conjunta en Khon Kaen. Será responsable del ensamblaje, la producción y el mantenimiento de los sistemas de armas terrestres para el Ejército Real de Tailandia. Los detalles específicos fueron objeto de más discusiones entre el ministerio y Norinco, que fabrica tanques, armas y otros equipos pesados.
En mayo de 2017, la Royal Thai Navy firmó un contrato con China Shipbuilding Industry Corporation para un submarino diesel-eléctrico S26T, que se deriva del submarino Tipo 039A. Se espera que el submarino sea entregado en 2023. El comentarista militar chino Zhou Chenming declaró que es probable que China también brinde orientación técnica a Tailandia.